# Kenneth Alan Johnson
Kenneth Alan Johnson (Duluth, Minnesota, Estados Unidos, 26 de marzo de 1931-Boston, Massachusetts, Estados Unidos, 9 de febrero de 1999) fue un físico teórico estadounidense, catedrático de física en el MIT y líder en el estudio de teorías cuánticas de campos y de la subestructura de quarks de la materia.

## Biografía

### Juventud
Ken Johnson estudió en la Universidad Case de la Reserva Occidental, y obtuvo su título de grado en el Instituto de Tecnología de Illinois en 1952. Estudió física teórica en la Universidad de Harvard, en la que completó su doctorado bajo la dirección de Julian Schwinger en 1955.  Permaneció en Harvard como investigador y profesor entre 1955 y 1957, y entre 1957 y 1958 fue investigador posdoctoral en Instituto de Física Teórica del Instituto Niels Bohr, en Copenhague.

### Carrera en el MIT
Johnson fue nombrado profesor ayudante en el MIT en 1958, y ascendido a profesor asociado en 1961 y a catedrático en 1965. Permaneció en el MIT durante el resto de su carrera, con la excepción de estancias como profesor visitante en el SLAC (1971-72 y 1980-81), la Universidad de Washington (1972) y el NORDITA (1981).
Al principio de su carrera, junto a Marshall Baker (Universidad de Washington), estudió sistemáticamente el comportamiento a cortas distancias y altas energías de la electrodinámica cuántica, lo que precedió estudios más modernos del flujo del grupo de renormalización y la búsqueda de puntos fijos ultravioletas de la función beta en electrodinámica cuántica.
Fue uno de los primeros en descubrir anomalías quirales, entre otras, en teorías de campo de gauge, anticipando el trabajo de Stephen Adler (IAS), John Bell (CERN) y Roman Jackiw (MIT) en anomalías quirales.  Continuó su estudio de anomalías junto a Francis Low (MIT) introduciendo métodos límite para estudiar el comportamiento a cortas distancias de los productos de operadores.  Estos métodos son similares a los introducidos por James Bjorken (SLAC).  El llamado límite de Bjorken-Johnson-Low fue ampliamente utilizado en el estudio de las anomalías de escala y perturbativas a finales de la década de 1960 y es parte integral de la aproximación más general de la expansión de productos de operadores de Kenneth Wilson.  Junto a Jackiw, Johnson demostró que la invariancia gauge puede romperse dinámicamente en una teoría con fermiones sin masa pero sin partículas fundamentales escalares, llevando a a generación de masa tanto para los fermiones como para los bosones gauge. Este trabajo fue fundamental para las teorías teorías technicolor de composición más allá del modelo estándar. Uno de sus estudiantes en el MIT fue Carl R. Hagen, codescubridor del mecanismo de Higgs y el bosón de Higgs.
A principio de los años 1970, comenzó a interesarse por el confinamiento de quarks en teorías de estructura de hadrones. Lideró una colaboración con Alan Chodos, Robert Jaffe, Charles Thorn y Victor Weisskopf (todos del MIT) en el desarrollo de un modelo heurístico, invariante gauge y relativista del confinamiento de quarks conocido como modelo de bolsa del MIT, que surgió como un modelo estándar para describir hadrones en cromodinámica cuántica (QCD). El modelo de bolsa del MIT supuso un marco para la investigación inicial de muchos aspectos del comportamiento de quarks y gluones confinados en QCD. Johnson tuvo un papel destacado en varios de estos estudios. Junto con Thomas DeGrand (Universidad de Colorado), Joseph Kiskis (Universidad de California en Davis) y Jaffe, probó que los espectros de los bariones y mesones de quarks ligeros pueden encajarse en QCD. Junto con Thorn, demostró la emergencia de excitaciones similares a cuerdas en hadrones en QCD, mientras que junto con Jaffe exploró los espectros e interacciones de hadrones exóticos compuestos puramente por gluones o formados por más de tres quarks.  El estudio de estos hadrones inusuales sigue siendo un campo de investigación tanto teórica como experimental. En sus últimos años, Johnson se centró en buscar una descripción heurística de las configuraciones de campo de gluones que dominan el condensado confinado en el vacío QCD.

## Vida personal
Ken Johnson estuvo casado con la artista Gladys (Diaz de los Arcos) Johnson, que también estudió física en Harvard a principios de los años 1950. Tuvieron un hijo, Keith Johnson.